# Pachoľa
Pachoľa ist ein Berg in der slowakischen Westtatra sowie deren gemorphologischen Teil Roháče mit einer Höhe von 2167 m n.m. Der pyramidenartige, grasig-felsige Berg erhebt sich am Hauptkamm, südlich des Bergs Spálená und westlich von Baníkov und des dazwischen liegenden Sattels Baníkovské sedlo, über den Tälern Spálená dolina im Nordosten, Hlboká dolina im Westen und Parichvost im Südwesten.
Der Name bedeutet auf Slowakisch „Knäblein“ oder „kleines Kind“, es ist allerdings unklar, worauf sich dieser Name bezieht. Früher wurde der Berg auch Patria genannt.
Über den Gipfel führt ein rot markierter Weg durch den Hauptkamm der Westtatra.